# Isola Laut
L'isola Laut è un'isola della provincia del Kalimantan Meridionale, Indonesia.

## Geografia
L'isola ha una superficie di 2.056,7 km² il che la rende la 198° isola al mondo per dimensioni. Laut ha uno sviluppo costiero di 259,7 km e raggiunge l'altezza massima di 725 metri s.l.m.; l'isola ha un clima equatoriale ed è abitata solo in alcuni modesti centri urbani costieri. Si segnala in particolare la cittadina di Kotabaru, nella parte settentrionale dell'isola, all'imboccatura del canale che la separa dall'isola di Borneo.